# Николас, герцог Онгерманландский
Николас Пауль Густав, принц Швеции, герцог Онгерманландский (швед. Prins Nicolas Paul Gustaf, hertig av Ångermanland; род. 15 июня 2015, Стокгольм) — второй ребёнок шведской принцессы Мадлен, герцогини Гельсингландской и Гестрикландской, и её супруга, Кристофера О’Нилла; внук правящего короля Швеции Карла XVI Густава и его супруги королевы Сильвии.

## Биография
19 декабря 2014 года было объявлено, что принцесса Мадлен и её муж Кристофер О’Нилл ожидают рождения второго ребенка летом 2015 года.
Принц появился на свет в 13:45 в столичном госпитале Дандерюд и при рождении имел вес 3 кг 80 г, а рост 49 см. В коммюнике королевского двора риксмаршал королевства Сванте Линдквист объявил, что мать и новорождённый чувствуют себя хорошо. На следующий день они были выписаны из больницы и прибыли домой.
17 июня 2015 года король Карл XVI Густав на заседании совета министров объявил имя и титул принца. На следующий день, 18 июня, в часовне Королевского дворца Стокгольма был отслужен благодарственный молебен Te Deum. Известно, что второе и третье имена принца — Пауль и Густав — даны в честь дедушек Николаса — короля Карла XVI Густава и Пола Цезарио О’Нилла (отца Кристофера О’Нилла).
В силу закона об абсолютной примогенитуре, действующего в Швеции с 1980 года, занимает одиннадцатую позицию в порядке наследования шведского престола (после кронпринцессы Виктории, принцессы Эстель, принца Оскара, принца Карла Филиппа, принца Александра, принца Габриэля, принца Юлиана, принцессы Инес, своей матери, принцессы Мадлен, и старшей сестры, принцессы Леонор).
25 августа 2015 года королевский дом Швеции официально объявил о предстоящих крестинах принца. Крещение состоялось 11 октября 2015 года в часовне дворца Дроттнингхольм. Его крёстными стали: принц Карл Филипп (старший брат принцессы Мадлен), Наташа Абенсберг унд Траун (сестра Кристофера О’Нилла), Густав Магнусон (сын принцессы Кристины и кузен принцессы Мадлен), Генри д’Або (супруг сестры Кристофера О’Нилла Татьяны д’Або), Катарина фон Хорн (подруга принцессы Мадлен), Марко Вайселвиц (друг Кристофера О’Нилла).
Сейчас принц Николас вместе со своими родителями и сёстрами проживает в Лондоне.

## Награды
- Кавалер Ордена Серафимов (с рождения);
- Кавалер ордена Карла XIII (с рождения).

## Титул
- Его Королевское высочество, принц Николас Шведский, герцог Онгерманландский (до 7 октября 2019).
- С 7 октября 2019 согласно коммюнике об изменениях в шведском королевском доме принц Николас лишён звания Его Королевского Высочества; титулы принца и герцога Онгерманландского, пожалованные королём, за ним сохраняются. В дальнейшем от него также не будет ожидаться выполнение королевских обязанностей[6].